# Arzergrande
Arzergrande är en ort och kommun i provinsen Padova i regionen Veneto i Italien. Kommunen hade 4 811 invånare (2018).